# Paradela (Galiza)

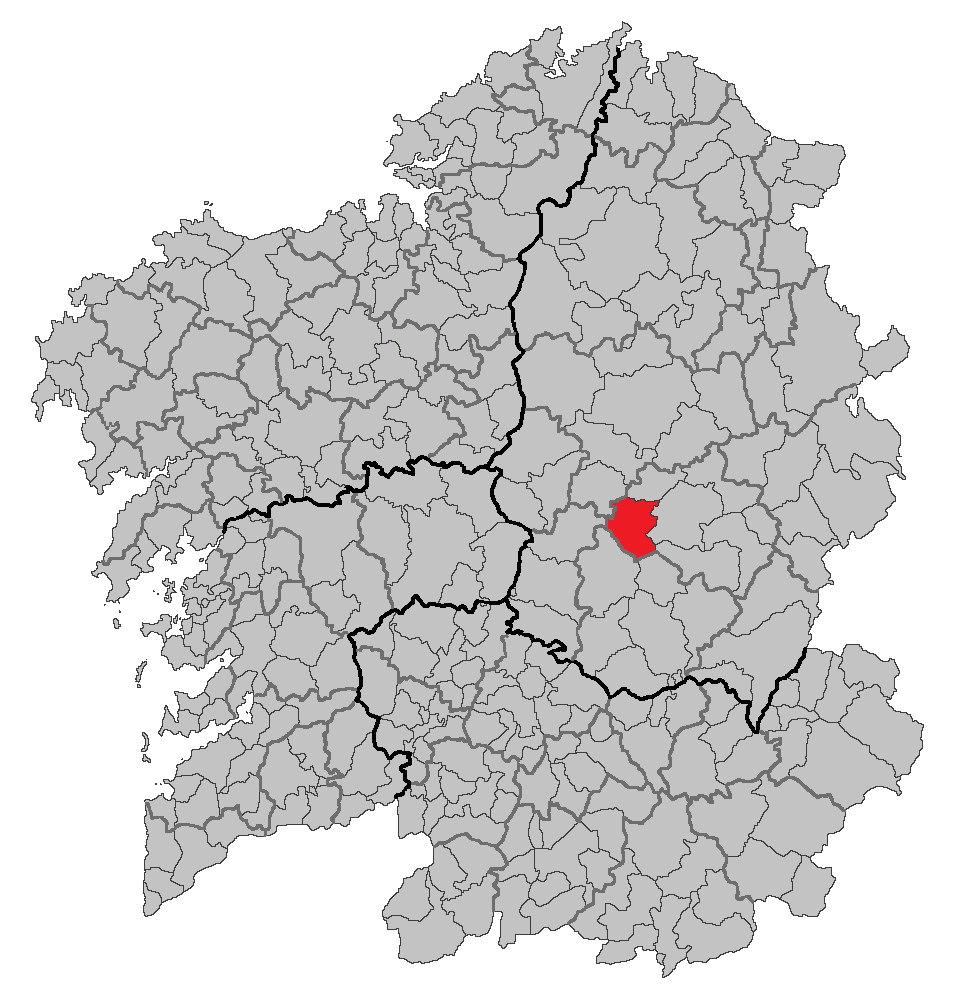
Localização de Paradela (Espanha)

Paradela é um município da Espanha na província de Lugo, comunidade autónoma da Galiza, de área 120 km² com população de 2240 habitantes (2007) e densidade populacional de 19,82 hab/km².

## Demografia
| Variação demográfica do município entre 1991 e 2004 | Variação demográfica do município entre 1991 e 2004 | Variação demográfica do município entre 1991 e 2004 | Variação demográfica do município entre 1991 e 2004 |
| --------------------------------------------------- | --------------------------------------------------- | --------------------------------------------------- | --------------------------------------------------- |
| 1991                                                | 1996                                                | 2001                                                | 2004                                                |
| 3226                                                | 2867                                                | 2545                                                | 2408                                                |